# 와무이
와무이(광둥어: 話梅, 월병: waa6 mui4, 중국어 간체자: 话梅, 정체자: 話梅, 병음: huàméi 화메이[*], 한자음: 화매)는 중국 광둥 지역의 건과 간식이다. 감초와 설탕을 넣은 소금물에 절인 매실을 말려 만들며, 새콤·달콤·짭조름한 맛이 난다. 하와이 등지에서는 리힝무이(영어: li hing mui)라는 이름으로 알려져 있으며, 리힝무이 가루가 조미료로 쓰인다. "리힝무이"의 어원은 "여행 매실"이라는 뜻의 광둥어 "러이항무이(旅行梅, leoi5 hang4 mui4, 여행매)"이다. 

## 같이 보기
- 우메보시